# اللغة اليونانية
 اللغة اليونانية (اليونانية: ελληνική γλώσσα) من اللغات الهندوأوروبية يتكلمها بين 15-22 مليون شخص، هي اللغة المعاصرة المستعملة في كل من اليونان وقبرص وأيضًا من قبل جانب الأقليات والمهاجرين في العديد من البلدان الأخرى. وهي لغة قديمة، فتاريخها الموثق يعود لأكثر من 3500 سنة.
تتكون الأبجدية اليونانية الحديثة من 24 حرفًا:
| الحروف الكبيرة | الحروف الكبيرة | الحروف الكبيرة | الحروف الكبيرة | الحروف الكبيرة | الحروف الكبيرة | الحروف الكبيرة | الحروف الكبيرة | الحروف الكبيرة | الحروف الكبيرة | الحروف الكبيرة | الحروف الكبيرة | الحروف الكبيرة | الحروف الكبيرة | الحروف الكبيرة | الحروف الكبيرة | الحروف الكبيرة | الحروف الكبيرة | الحروف الكبيرة | الحروف الكبيرة | الحروف الكبيرة | الحروف الكبيرة | الحروف الكبيرة | الحروف الكبيرة |
| -------------- | -------------- | -------------- | -------------- | -------------- | -------------- | -------------- | -------------- | -------------- | -------------- | -------------- | -------------- | -------------- | -------------- | -------------- | -------------- | -------------- | -------------- | -------------- | -------------- | -------------- | -------------- | -------------- | -------------- |
| Α              | Β              | Γ              | Δ              | Ε              | Ζ              | Η              | Θ              | Ι              | Κ              | Λ              | Μ              | Ν              | Ξ              | Ο              | Π              | Ρ              | Σ              | Τ              | Υ              | Φ              | Χ              | Ψ              | Ω              |
| الحروف الصغيرة |                |                |                |                |                |                |                |                |                |                |                |                |                |                |                |                |                |                |                |                |                |                |                |
| α              | β              | γ              | δ              | ε              | ζ              | η              | θ              | ι              | κ              | λ              | μ              | ν              | ξ              | ο              | π              | ρ              | σ ς            | τ              | υ              | φ              | χ              | ψ              | ω              |